# Alapítvány és Föld
Az Alapítvány és Föld Isaac Asimov sci-fi regénye, amit 34 évvel az Alapítvány-trilógia után írt meg 1986-ban. Közvetlenül Az Alapítvány pereme után játszódik. Az Alapítvány Pereméhez hasonlóan ez a mű is sokáig vezette a New York Times bestsellerlistáját.

## Előtörténet
Gaia találkozót hoz létre az Első és a Második Alapítvány között, Golan Trevizét „az embert, aki mindig helyesen döntött” kérik fel, hogy válasszon:
- Az Első Alapítvány technikai fölényén alapuló Második Birodalom
- A Második Alapítvány pszichohistóriáján és mentális képességen alapuló második birodalom
- vagy a Gaia egész Galaxisra való kiterjesztése között.

Trevize Gaiát választja. A találkozóról Gaia mentális beavatkozásának köszönhetően mindkét Alapítvány az eredeti hitében hagyja el a bolygót.
|  | Alább a cselekmény részletei következnek! |

## Első rész: GAIA
A történet A. K. (Alapítvány Kor) 499-ben játszódik. A Gaián maradt Golan Trevize
azon tűnődik, hogy miért választotta a Galaxis sorsának a Galaxiát, azaz a mindent átfogó szuperorganizmust, úgy dönt, hogy a választ a kérdésére csak a legendák homályába veszett Földön találhatja meg. Ezért ismét elindul a Föld felkutatására vele tart barátja az ősi legendákkal foglalkozó Janov Pelorat és a Gaia-lakó Bliss, akik között gyengéd szálak szövődnek.

## Második rész: A COMPORELLON
Trevize a Comporellonra indul, mert egy régi, erről a vidékről való barátja azt mesélte, hogy ez az egyik legrégebbi világ és hogy közel van hozzá a Föld.
A Comporellonra érve már a vámvizsgálaton is gondok akadnak: Blissnek Gaia-lakó lévén nincsenek papírjai. Trevize azt hazudja, hogy Blisst csak valamelyik világon vették fel Janov szórakoztatására. A vámos átengedi őket, de azután egyből jelenti a gravitikus hajót, ami fejlett módon gravitikus meghajtással működik, így a Comporellon szeretné megkaparintani, hogy ehhez hasonló hajókkal győzze le az Alapítványt. Trevize szeretkezik a közlekedésügyi miniszternővel, így nem kobozzák el a hajót, sőt a miniszter útbaigazítást ad Vasil Deniador őstörténészhez, akitől megkapják Elijah Baley naplóját, amiben 3 koordináta van.

## Harmadik rész: AURORA
Az első koordináta az Aurorára vezeti őket, ahol már nem él ember, viszont burjánzik a növény- és állatvilág, kivéve azokon a helyeken ahol a bolygó terraformálása már kezdi elveszíteni a hatását, itt kopár foltok találhatók. Janov Pelorat talál egy olyan feliratot, ami bebizonyítja nekik, hogy az Aurorán vannak. Trevizét egy elvadult kutyafalka támadja meg, ami majdnem a vesztét okozza, de Bliss mentális erejével és az ő idegkorbácsával elbánnak velük.

## Negyedik rész:SOLARIA
A második koordináta a Solariára vezet, ahol megtalálják a húszezer éve eltűnt solariaikat, akik génmanipulációnak köszönhetően hermafroditákká alakultak. Az egyik solariai, akinek a birtokára leszálltak, elfogja, majd meg akarja ölni őket, de Bliss – aki csak meg akarja bénítani –, véletlenül elpusztítja, és ez mélységesen felzaklatja. Mivel a solariai gyermeke még nem elég idős, hogy átvegye a birtok irányítását, a helyi szokások szerint halál várna rá. Bliss úgy érzi, hogy ezt nem engedheti meg, így magukkal viszik.

## Ötödik rész: MELPOMENIA
A harmadik koordináta a Melpomeniára mutat, ahol már nincs számottevő légkör, se élet, kivéve egy mohafajtát. Felfedezik rajta „a világok csarnokát”, ahol rengeteg új koordinátát találnak, amik mindegyike egy világot jelez és fel van tüntetve az alapítási idejük. Ebből ki tudják számítani, hogy hol van a Föld. A hajóhoz visszatérve meglepődve tapasztalják, hogy megtelepedett rajta az itt élő moha.

## Hatodik rész: ALPHA
Trevize fél a Föld rejtélyes erejétől, így inkább a szomszédos csillagrendszer egy bolygójára, az Alfára mennek. Itt a lakók elmondják nekik, hogy a radioaktívvá vált Földről telepítették ide őket. Titokban akarják tartani világuk helyét, ezért egy nemi úton terjedő vírussal megfertőzik Golan Trevizét, de nem aktiválják azonnal, mert meg akarják várni, míg a férfiak hazajönnek. Tervük kudarcba fullad, mert az egyik alphai nő elárulja Trevizének, hogy vírus van benne, így sikerül elmenekülnie az aktiválás előtt.

## Hetedik rész: FÖLD
Ezután azonnal a Földre indulnak, de felfedezve annak radioaktivitását, végül a Bliss által megérzett "értelem" nyomát követve a Holdra szállnak le, ahol R. Daneel Olivaw várja őket, és elmondja a nulladik törvény értelmében való ténykedését, és hogy azért jutottak el ide, mert pozitronikus agya kezd elromlani, de ő már nem képes újat tervezni, így egyesíteni akarja az elméjét Fallommal, a Solariáról elhozott gyerekkel. Trevize megleli a válaszát: úgy gondolja, hogy a többi Galaxisban is van élet, és ha az idegen életformák ideérnek, felülkerekedhetnek az emberiségen – tehát csak egy kellően értelmes szuperorganizmus állhatja útjukat.
|  | Itt a vége a cselekmény részletezésének! |

## Magyarul
- Alapítvány és Föld; ford. F. Nagy Piroska; Móra, Bp., 1989 (Galaktika fantasztikus könyvek) ISBN 963 11 6339 3